# Janouk Kelderman
Janouk Marian Kelderman (Doetinchem, 7 mei 1991) is een Nederlands zangeres en presentatrice.

## Biografie

### Jeugd en opleiding
Kelderman had als kind al liefde voor toneel. Op haar derde stond ze in haar balletpakje in de kleuterdansles. Op haar vijfde begon ze feestkleren te verzamelen die ze gebruikte voor toneelstukjes op school.
Ze ging naar het vwo aan het Ludger College in Doetinchem. Hierna volgde zij aan het ROC Rijn IJssel in Arnhem een opleiding Artiest Dans Show en daarna musicaltheater aan het Fontys Hogeschool voor de Kunsten in Tilburg.

### Carrière
Kelderman begon in 2013 haar tv-carrière bij Telekids, waar ze verschillende programma's presenteerde in de rol van Keet!. Zij volgde Yvonne Coldeweijer op die eerder deze act speelde. In 2015 speelde ze mee in de bioscoopfilm Keet & Koen en de Speurtocht naar Bassie & Adriaan. Daarnaast is ze ook regelmatig te gast bij  Kids Top 20, Wij zijn de beste! en Thuis op Zondag. Ook presenteerde zij de verkiezing Speelgoed van het Jaar en het Cinekid Festival. In 2013 tekende zij een contract bij platenlabel 8ball Music. In 2017 stopte zij als Keet!. Ze was medepresentator en starter bij Bommetje XXL (2016/2017). Sinds 2017 presenteert zij Het Klokhuis, en sinds 2020 het programma Brainstorm samen met neurowetenschapper Job van den Hurk. In 2020 speelde zij Grietje in Hans en Grietje De Musical.

## Privé
Kelderman heeft een relatie en is moeder van een zoon.

## Televisie
| Jaar       | Programma                   | Opmerking                    |
| ---------- | --------------------------- | ---------------------------- |
| 2013-2015  | Nationale Opblijfavond      |                              |
| 2013       | Post voor Sint              |                              |
| 2013       | Keet!                       | Voor Telekids                |
| 2013       | Het Nationaal Schoolontbijt |                              |
| 2014       | Post voor Sint              |                              |
| 2014       | Wie O Wie Zingt Do-Re-Mi    |                              |
| 2015       | Theaterkids                 |                              |
| 2015-2016  | Keets Vlog                  |                              |
| 2016       | HiHaHolland                 |                              |
| 2016-2017  | Bommetje XXL                | Medepresentatie              |
| 2017-heden | Het Klokhuis                | Presentatie                  |
| 2018       | Ik ben Frankie              | Nederlandse stem van Frankie |
| 2020-heden | Brainstorm                  | NPO Zapp                     |
| 2022       | Waku Waku                   | Deelneemster                 |

## Film
| Jaar | Film                                               |
| ---- | -------------------------------------------------- |
| 2015 | Keet & Koen en de Speurtocht naar Bassie & Adriaan |

## Discografie
| Single met eventuele hitnotering(en) in de Nederlandse Top 40 | Datum van verschijnen | Datum van binnenkomst | Hoogste positie | Aantal weken | Opmerkingen                |
| ------------------------------------------------------------- | --------------------- | --------------------- | --------------- | ------------ | -------------------------- |
| Kus van Keet!                                                 | 2013                  | -                     |                 |              |                            |
| Waarom kan het niet altijd kerstmis zijn?                     | 2013                  | -                     |                 |              |                            |
| Als je danst met Keet!                                        | 2014                  | -                     |                 |              |                            |
| Grijp je kans                                                 | 2014                  | -                     |                 |              |                            |
| Dit ben ik                                                    | 2015                  | -                     |                 |              |                            |
| Cha Cha Slide                                                 | 2015                  | -                     |                 |              |                            |
| Altijd samen                                                  | 2015                  | -                     |                 |              | Titelsong film Keet & Koen |